# Imoh Ezekiel
Imoh Ezekiel (Lagos, 24 de octubre de 1993) es un futbolista nigeriano que juega como delantero y su equipo es el K. S. Pogradeci de la Kategoria e Parë.

## Clubes
| Club                         | País    | Año       |
| ---------------------------- | ------- | --------- |
| Standard de Lieja            | Bélgica | 2012-2014 |
| Al-Arabi S. C.               | Catar   | 2014-2017 |
| Standard de Lieja (cesión)   | Bélgica | 2015      |
| R. S. C. Anderlecht (cesión) | Bélgica | 2015-2016 |
| Konyaspor                    | Turquía | 2017      |
| U. D. Las Palmas             | España  | 2018      |
| K. V. Kortrijk               | Bélgica | 2018-2020 |
| Al-Jazira S. C.              | EAU     | 2020-2021 |
| Al-Dhafra Club               | EAU     | 2021-2022 |
| Lalitpur City F. C.          | Nepal   | 2023-2024 |
| F. C. UTA Arad               | Rumania | 2024      |
| Lalitpur City F. C.          | Nepal   | 2025      |
| K. S. Pogradeci              | Albania | 2025-     |

## Palmarés

### Campeonatos internacionales
| Título           | Club                 | País   | Año  |
| ---------------- | -------------------- | ------ | ---- |
| Juegos Olímpicos | Selección de Nigeria | Brasil | 2016 |